# Rinus Peijnenburg
Marinus Wilhelmus Johanna Maria Peijnenburg, dit Rinus Peijnenburg, né le 28 janvier 1928 à Geldrop et mort le 1er avril 1979 à Rotterdam, est un syndicaliste et homme politique néerlandais membre du Parti populaire catholique (KVP).

## Biographie

### Syndicaliste
Après des études secondaires à Eindhoven, il s'inscrit à l'École supérieure d'économie catholique de Tilbourg (KEHT). Il obtient son doctorat en 1956. Il est aussitôt recruté pour occuper un poste de secrétaire à l'Association des employeurs générale catholique (AKWV), qu'il conserve en 1960 quand l'AKWV participe à la création de l'Association des employeurs néerlandais catholiques (NKWV).

### Ascension politique
Il postule aux élections législatives du 15 mai 1963 sur la liste du Parti populaire catholique (KVP) mais échoue à conquérir un mandat de parlementaire. Il devient finalement représentant à la Seconde Chambre des États généraux le 4 octobre 1966. Il démissionne en conséquence de ses fonctions à la NKWV. Il intègre la direction du groupe parlementaire en 1973 et se trouve désigné vice-président en mai 1976.

### Ministre
Le 19 décembre 1977, Rinus Peijnenburg est nommé à 49 ans ministre de la Politique scientifique dans le premier cabinet de coalition de centre droit du Premier ministre chrétien-démocrate Dries van Agt. Il meurt en fonction d'un infarctus du myocarde le 1er avril 1979, à 51 ans.